# Polygonum amphibium

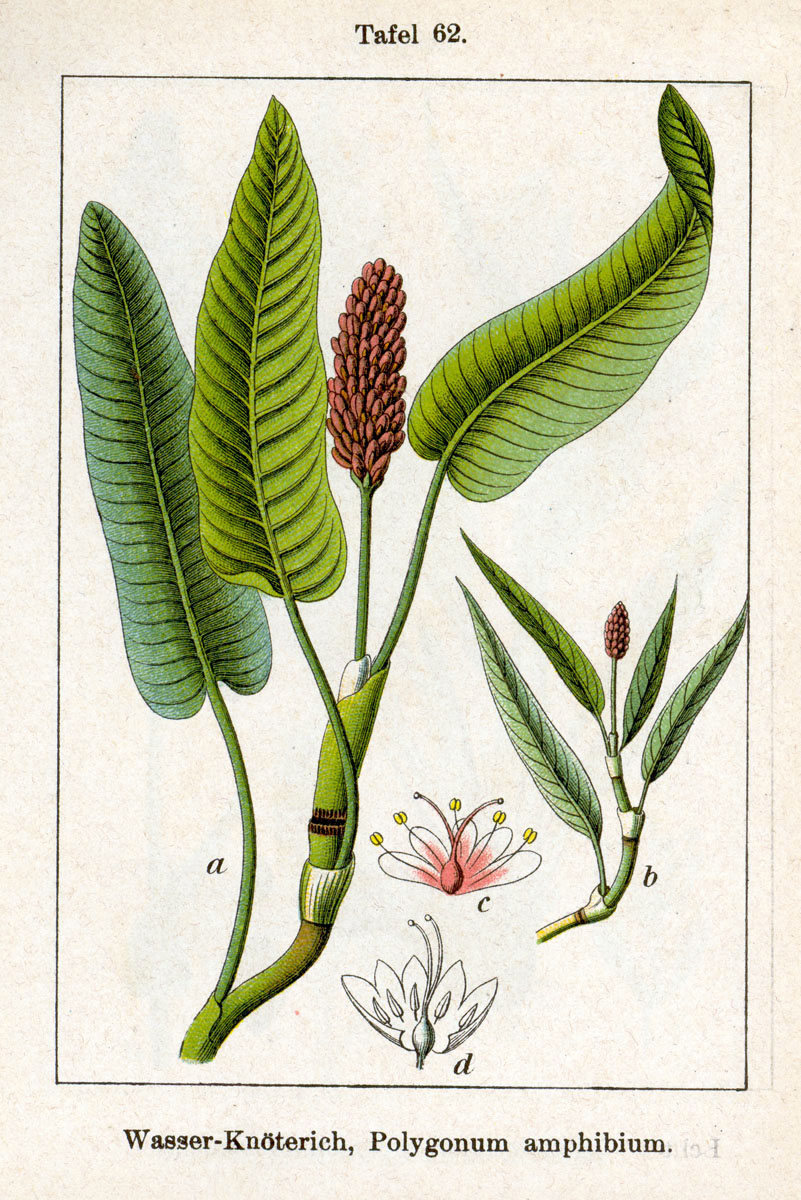

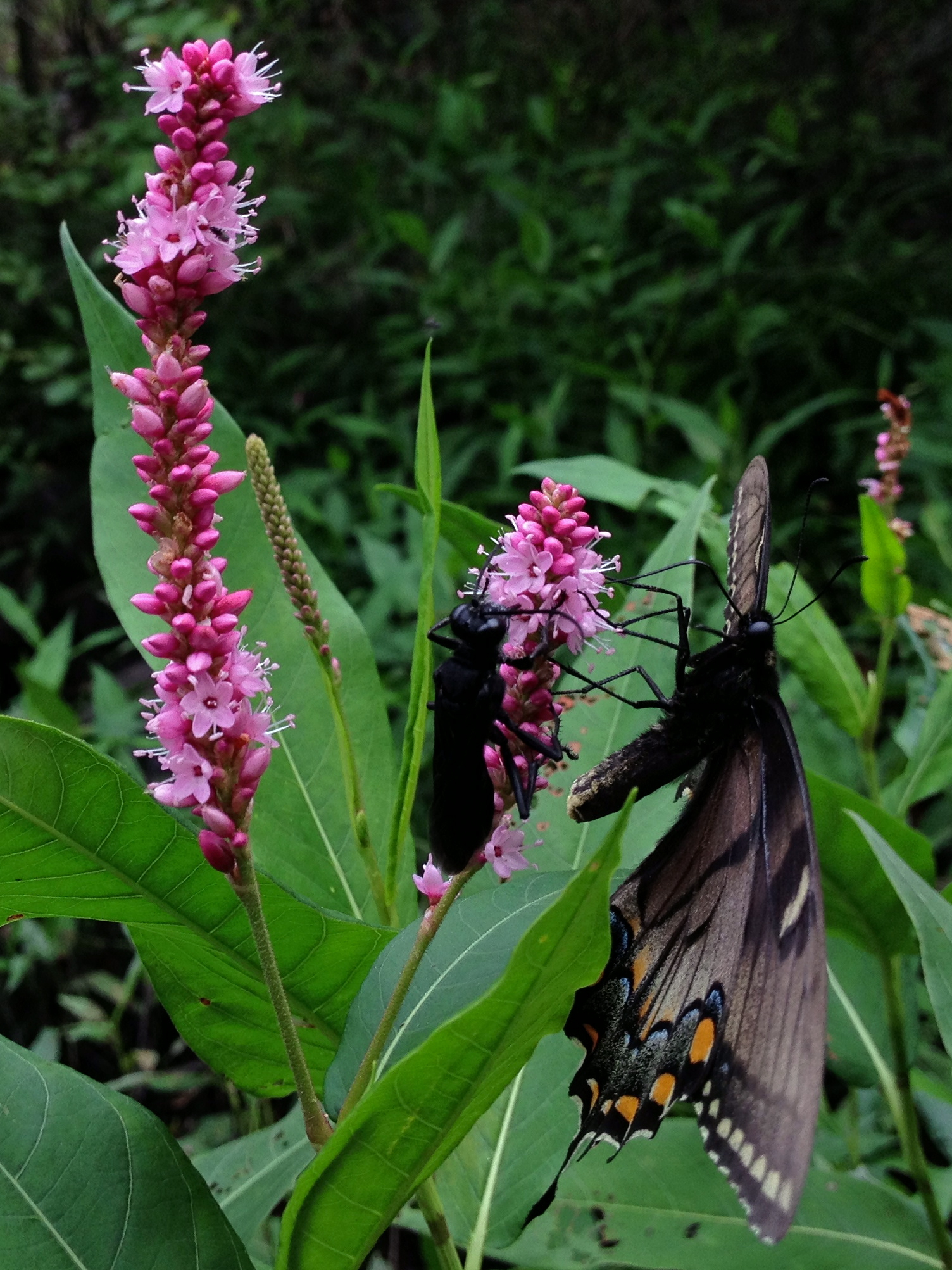
Vista de la planta

Polygonum amphibium (ahora considerada Persicaria amphibia) es una planta acuática de la familia Polygonaceae.

## Descripción
Planta vivaz, herbácea, rizomatosa y con tallos ramificados, de hasta 1 m de largo, que pueden estar sumergidos. Hojas pecioladas, ciliadas, oblongas o lanceoladas, acorazonadas o redondeadas en la base y con el envés de color verde pálido. Cuando se desarrolla sobre tierra, pueden ser pelosas, y con los pecíolos más cortos. Estípulas soldadas formando un tubo pardusco. Flores en espigas terminales, erectas, compactas y alargadas. Corola rosada, 5 estambres salientes y 2 estilos unidos a la base. Fruto en aquenio negruzco de 2-3 mm, lenticular o algo inflado. Florece desde finales de primavera y a lo largo del verano.

## Hábitat
Charcas y corrientes de agua estancadas.

## Usos
El rizoma se puede utilizar como astringente, diurético y purificador de la sangre.

## Taxonomía
Polygonum amphibium fue descrita por Carlos Linneo y publicado en Species Plantarum 1: 361. 1753.
Etimología
Ver: Polygonum
amphibium: epíteto latino que significa "anfibio, que crece en el agua"
Sinonimia
- Persicaria amphibia (L.) Gray
- Persicaria amphibia var. terrestris (Leyss.) Munshi & Javeid
- Persicaria amurensis (Korsh.) Nieuwl.
- Persicaria muhlenbergii (Meisn.) Small[5]
- Persicaria fluitans Friche-Joset & Montandon nom. illeg.
- Polygonum amurense (Korsh.) Vorosch.
- Polygonum cardiophyllum Gand.
- Polygonum lanceolatum Gand.
- Polygonum longifolium Gand.
- Polygonum platyphyllum Gand.
- Polygonum setiferum Gand.
- Polygonum tenuinaevum Gand.
- Polygonum terrestre Hegetschw.[6]